# E762号線
E762号線 (E762ごうせん、英: European route E762) はボスニア・ヘルツェゴビナのサラエヴォに始まり、モンテネグロとアルバニアとの国境まで続く、欧州自動車道路のBクラス幹線道路。

## 経路
- ボスニア・ヘルツェゴビナ
  - E761 - サラエヴォ
- モンテネグロ
  - E65, E80 - ポドゴリツァ